# داریو ونیتوچی
داریو ونیتوچی (انگلیسی: Dario Venitucci؛ زادهٔ ۳۰ ژانویهٔ ۱۹۸۷) بازیکن فوتبال اهل ایتالیا است.
از باشگاه‌هایی که در آن بازی کرده‌است می‌توان به باشگاه فوتبال یوونتوس، باشگاه فوتبال فوجا، باشگاه فوتبال لیورنو، باشگاه فوتبال آولینو، و باشگاه فوتبال اتلتیکو آرتزو اشاره کرد.